# Administration territoriale de la république populaire de Chine
Cette page contient des caractères spéciaux ou non latins. S’ils s’affichent mal (▯, ?, etc.), consultez la page d’aide Unicode.
Pour l’article homonyme, voir Administration territoriale de la Chine.
La république populaire de Chine est subdivisée en plusieurs niveaux administratifs.

## Généralités
La Constitution de la république populaire de Chine de 1982 présente officiellement trois niveaux hiérarchiques pour l'administration du pays : provincial, districtal et cantonal. En pratique, un niveau préfectoral existe entre les niveaux provincial et district pour les régions autonomes et les provinces, héritant du système mise en place par le gouvernement nationaliste avant 1949. 
On distingue également le niveau communal sous le niveau cantonal, qui est dirigé en autonomie par la population sous forme de comités d'habitants en ville et de villageois en campagne.
La diversité ethnique de la Chine a conduit à créer à chaque niveau des subdivisions autonomes où les minorités ethniques sont majoritaires, leur permettant un plus haut degré d'autonomie, s'inscrivant dans la politique d'autonomie des peuples minoritaires du Parti communiste chinois. Enfin, le régime des ligues et bannières spécifique au peuple mongol est resté en Mongolie-Intérieure.
| Niveau provincial (省级行政区, 34)                                   | Niveau préfectoral (地级行政区, 334) | Niveau districtal (县级行政区, 2 851)                                                                             | Niveau cantonal (乡级行政区, 39 862)                             | Niveau communal (村级自治组织)                                                        |
| -------------------------------------------------------------------- | --- | --- | ---------------------------------------------------------------- | ------------------------------------------------------------------------------------- |
| Régions autonomes (自治区, zìzhì qū, 5)                              | - Ligues (盟, méng, 3) | - Bannières (旗, qí, 49) - Bannières autonomes (自治旗, zìzhì qí, 3) - Villes-districts (县级市, xiànjí shì, 366) | - Sum (苏木, sūmù, 152) - Sum ethnique (民族苏木, mínzú sūmù, 1) | - Communautés (社区, shèqū, 80 717) - Villages administratifs (行政村, xíngzhèng cūn) |
| Régions autonomes (自治区, zìzhì qū, 5)                              | - Villes-préfectures (地级市, dìjí shì, 293) - Préfectures (地区, dìqū, 8) - Préfectures autonomes (自治州, zìzhì zhōu, 30)                                                      | - Bannières (旗, qí, 49) - Bannières autonomes (自治旗, zìzhì qí, 3) - Villes-districts (县级市, xiànjí shì, 366) | - Sum (苏木, sūmù, 152) - Sum ethnique (民族苏木, mínzú sūmù, 1) | - Communautés (社区, shèqū, 80 717) - Villages administratifs (行政村, xíngzhèng cūn) |
| Régions autonomes (自治区, zìzhì qū, 5)                              | - Sous-districts (街道, jiēdào, 8 122) - Bourg (镇, zhèn, 20 942) - Cantons (乡, xiāng, 9 660) - Cantons ethniques (民族乡, mínzú xiāng, 985)                                    | - Bannières (旗, qí, 49) - Bannières autonomes (自治旗, zìzhì qí, 3) - Villes-districts (县级市, xiànjí shì, 366) |                                                                  | - Communautés (社区, shèqū, 80 717) - Villages administratifs (行政村, xíngzhèng cūn) |
| Régions autonomes (自治区, zìzhì qū, 5)                              | - Xian (县, xiàn, 1 360) - Xian autonomes (自治县, zìzhì xiàn, 117) | |                                                                  | - Communautés (社区, shèqū, 80 717) - Villages administratifs (行政村, xíngzhèng cūn) |
| Régions autonomes (自治区, zìzhì qū, 5)                              | - Offices publics de district (区公所, qūgōngsuǒ, 2) | |                                                                  | - Communautés (社区, shèqū, 80 717) - Villages administratifs (行政村, xíngzhèng cūn) |
| Régions autonomes (自治区, zìzhì qū, 5)                              | - Sous-districts (街道, jiēdào, 8 122) - Bourg (镇, zhèn, 20 942) - Cantons (乡, xiāng, 9 660) - Cantons ethniques (民族乡, mínzú xiāng, 985)                                    | |                                                                  | - Communautés (社区, shèqū, 80 717) - Villages administratifs (行政村, xíngzhèng cūn) |
| Régions autonomes (自治区, zìzhì qū, 5)                              | - Districts (市辖区, shìxiáqū, 954) - District forestier (林区, línqū, 1) - District spécial (特区, tèqū, 1) - Xian (县, xiàn, 1 360) - Xian autonomes (自治县, zìzhì xiàn, 117) | |                                                                  | - Communautés (社区, shèqū, 80 717) - Villages administratifs (行政村, xíngzhèng cūn) |
| Provinces (省, shěng, 22) Province revendiquée (1)                   | | |                                                                  | - Communautés (社区, shèqū, 80 717) - Villages administratifs (行政村, xíngzhèng cūn) |
| Municipalités (直辖市, zhíxiáshì, 4)                                 | | |                                                                  | - Communautés (社区, shèqū, 80 717) - Villages administratifs (行政村, xíngzhèng cūn) |
| Régions administratives spéciales (特别行政区, tèbié xíngzhèngqū, 2) | - Districts de Hong Kong - Freguesias de Macao | - Districts de Hong Kong - Freguesias de Macao                                                                    | - Districts de Hong Kong - Freguesias de Macao                   | - Districts de Hong Kong - Freguesias de Macao                                        |

## Niveau provincial
Le gouvernement central dirige directement 22 provinces, 5 régions autonomes, 4 municipalités et 2 régions administratives spéciales, qui composent le niveau provincial. Chaque division provincial possède une abréviation en un seul caractère chinois, utilisé notamment en début des plaques d'immatriculation.

### Provinces (省,shěng)
Les provinces forment la division majoritaire du 1er niveau de l'échelon. Leurs frontières ont été, pour la plupart, établies durant les dynasties Yuan, Ming et Qing. Les modifications apportées depuis concernent surtout le Nord-Est de la Chine, à l'arrivée au pouvoir du président Mao Zedong.
Les gouvernements provinciaux, dirigés par un gouverneur et un comité provincial du Parti communiste chinois, administrent directement les divisions préfectorales et en principe les villes-districts.
Les provinces servent de repères culturelles où à chaque province sont associés des particularités qui qualifient les habitants, les coutumes, la cuisine locale…
| Nom          | Nom     | Nom          | Abréviation        | Capitale     |
| Français     | Chinois | Pinyin       | Abréviation        | Capitale     |
| ------------ | ------- | ------------ | ------------------ | ------------ |
| Anhui        | 安徽    | Ānhūi        | 皖 Wǎn             | Hefei        |
| Fujian       | 福建    | Fújiàn       | 闽 Mǐn             | Fuzhou       |
| Gansu        | 甘肃    | Gānsù        | 甘 Gān ou 陇 Lǒng  | Lanzhou      |
| Guangdong    | 广东    | Guǎngdōng    | 粤 Yuè             | Guangzhou    |
| Guizhou      | 贵州    | Gùizhōu      | 黔 Qián ou 贵 gùi  | Guiyang      |
| Hainan       | 海南    | Hǎinán       | 琼 Qióng           | Haikou       |
| Hebei        | 河北    | Héběi        | 冀 Jì              | Shijiazhuang |
| Heilongjiang | 黑龙江  | Hēilóngjiāng | 黑 Hēi             | Harbin       |
| Henan        | 河南    | Hénán        | 豫 Yù              | Zhengzhou    |
| Hubei        | 湖北    | Húběi        | 鄂 È               | Wuhan        |
| Hunan        | 湖南    | Húnán        | 湘 Xiāng           | Changsha     |
| Jiangsu      | 江苏    | Jiāngsū      | 苏 Sū              | Nankin       |
| Jiangxi      | 江西    | Jiāngxī      | 赣 Gàn             | Nanchang     |
| Jilin        | 吉林    | Jílín        | 吉 Jí              | Changchun    |
| Liaoning     | 辽宁    | Liáoníng     | 辽 Liáo            | Shenyang     |
| Qinghai      | 青海    | Qīnghǎi      | 青 Qīng            | Xining       |
| Shaanxi      | 陕西    | Shǎnxī       | 陕 Shǎn ou 秦 Qín  | Xi'an        |
| Shandong     | 山东    | Shāndōng     | 鲁 Lǔ              | Jinan        |
| Shanxi       | 山西    | Shānxī       | 晋 Jìn             | Taiyuan      |
| Sichuan      | 四川    | Sìchuān      | 川 Chuān ou 蜀 Shǔ | Chengdu      |
| Yunnan       | 云南    | Yúnnán       | 滇 Diān ou 云 Yún  | Kunming      |
| Zhejiang     | 浙江    | Zhèjiāng     | 浙 Zhè             | Hangzhou     |

### Régions autonomes (自治区,zìzhì qū)
Les régions autonomes chinoises sont des territoires ayant une majorité de la population appartenant à des minorités ethniques, par opposition à l'ethnie Han majoritaire au niveau du pays. Elles ont un statut équivalent aux provinces mais bénéficient d'une plus grande autonomie comme la possibilité de fonder un gouvernement local.
Les régions autonomes sont dirigés par des présidents originaires de l'ethnie en question.
| Nom local                                                                  | Nom (chinois et pinyin)                                                           | Ethnie   | Abréviation | Capitale |
| -------------------------------------------------------------------------- | --------------------------------------------------------------------------------- | -------- | ----------- | -------- |
| Gvangjsih Bouxcuengh Swcigih                                               | Région autonome zhuang du Guangxi (广西壮族自治区 Guǎngxī Zhuàngzú Zìzhìqū)       | Zhuang   | 桂 Guì      | Nanning  |
| ᠥᠪᠦᠷ ᠮᠣᠨᠺᠤᠯᠤᠨ ᠥᠪᠡᠷᠲᠡᠺᠡᠨ ᠵᠠᠰᠠᠬᠤ ᠣᠷᠤᠨ Öbür Mongghul-un Öbertegen Jasaqu Orun | Région autonome de Mongolie-Intérieure (内蒙古自治区 Nèiměnggǔ Zìzhìqū)           | Mongol   | 蒙 Měng     | Hohhot   |
| Région autonome hui de Ningxia (宁夏回族自治区 Níngxià Húizú Zìzhìqū)      |                                                                                   | Hui      | 宁 Níng     | Yinchuan |
| شىنجاڭ ئۇيغۇر ئاپتونوم رايونى Shinjang Uyghur Aptonom Rayoni               | Région autonome ouïgoure du Xinjiang (新疆维吾尔自治区 Xīnjiāng Wéiwú'ěr Zìzhìqū) | Ouïghour | 新 Xīn      | Ürümqi   |
| བོད་རང་སྐྱོང་ལྗོངས Bod.raṅ.skyoṅ.ljoṅs                                           | Région autonome du Tibet (西藏自治区 Xīzàng Zìzhìqū)                              | Tibétain | 藏 Zàng     | Lhassa   |

### Municipalités (直辖市,zhíxiá shì)
Les municipalités sont de grandes villes qui dépendent directement du gouvernement central, ce sont donc des grandes villes du niveau provincial. Elles s'étendent non seulement sur la zone urbaine, mais aussi sur les zones péri-urbaines et rurales environnantes.
Il existe actuellement[Quand ?] quatre municipalités qui sont dirigées par des maires.
| Nom             | Nom     | Nom       | Abréviation |
| Français        | Chinois | Pinyin    | Abréviation |
| --------------- | ------- | --------- | ----------- |
| Pékin (Beijing) | 北京    | Běijīng   | 京 Jīng     |
| Shanghai        | 上海    | Shànghǎi  | 沪 Hù       |
| Tianjin         | 天津    | Tiānjīn   | 津 Jīn      |
| Chongqing       | 重庆    | Chóngqìng | 渝 Yú       |

### Régions administratives spéciales (特别行政区,tèbié xíngzhèng qū)
Les deux régions administratives spéciales (RAS) sont Hong Kong et Macao, situées dans la région du delta de la rivière des Perles, dans le Sud de la Chine.
Ce statut a été conçu en vue de la rétrocession de ces deux petites péninsules à la Chine en 1997 et 1999 et permet une autonomie très vaste des territoires concernés : Hong Kong et Macao disposent de leurs propres système social, monnaie, passeport, système juridique, leurs langues officielles sont l'anglais et le cantonais pour Hong Kong (ancienne colonie anglaise), le portugais et le cantonais pour Macao (ancienne colonie portugaise).
Les RAS sont dirigées par des chefs de l'exécutif du gouvernement local.
| Nom       | Nom     | Nom       | Abréviation |
| Français  | Chinois | Pinyin    | Abréviation |
| --------- | ------- | --------- | ----------- |
| Hong Kong | 香港    | Xiānggǎng | 港 Gǎng     |
| Macao     | 澳門    | Àomén     | 澳 Ào       |

## Niveau préfectoral
Sous le niveau provincial se trouve le niveau préfectoral qui regroupe principalement des villes-préfectures ainsi que des préfectures autonomes et des préfectures. En Mongolie-Intérieure, on parle spécifiquement de « ligues », ce qui a surtout une valeur symbolique puisque la quasi-totalité des ligues a été remplacée par des villes-préfectures.
Depuis 1983, les villes-préfectures ont progressivement remplacé les autres divisions du niveau préfectoral, devenant aujourd'hui le composant majoritaire, ce changement administratif marque également l'urbanisation et la densification des territoires en question.
Toutes ces subdivisions sont dirigées soit par les provinces, soit par les régions autonomes.

### Villes-préfectures(地级市,dìjí shì)
Il s'agit de la division préfectorale la plus fréquente : on en dénombre 293. Les villes-préfectures sont composées, en général, d'un centre urbain historique et d'une large zone rurale environnante, d'une superficie comparable à un département ou une région français. Ceci conduit souvent à une erreur d'interprétation des Occidentaux quant à la population des villes chinoises, car on indique la population totale de la ville-préfecture, largement supérieure à celle de la ville proprement dite (zone urbaine), puisqu'elle comprend également la population des zones rurales autour du centre urbain.
Les provinces intérieures sont souvent subdivisées uniquement en villes-préfectures.

### Préfectures(地区,dìqū)
Les préfectures furent, jusque dans les années 1980, la division majoritaire (ce qui explique le nom du niveau). Elles ont presque toutes été remplacées ou converties en villes-préfectures. Il n'en subsiste plus que 17, principalement dans les régions du Xinjiang et du Tibet.
Les préfectures sont dirigées par un bureau d'administration.

### Préfectures autonomes(自治州,zìzhì zhōu)
Les préfectures autonomes ont été instaurées sur des territoires majoritairement peuplés d'ethnies minoritaires. Chacune d'elles profite d'une autonomie supérieure aux autres préfectures.

### Ligues(盟méng)
Les ligues sont équivalents aux préfectures mais ne se trouvent que dans la région autonome de Mongolie-Intérieure. Quasiment toutes remplacées par les villes-préfectures, il n'en subsiste que trois actuellement[Quand ?].

## Niveau districtal
Toutes les régions du rang préfectoral sont ensuite découpées, le plus souvent, en des xians (comtés) et districts. En Mongolie-Intérieure, on parle spécifiquement de « bannières ».
De manière générale, le type de division districtal se distingue suivant l'urbanisation et la situation économique du territoire, qui permet ainsi à chaque gouvernement local d'obtenir plus ou moins de pouvoirs économiques et sociaux.
La zone urbaine historique de la (ville-)préfecture est souvent composée d'un ou plusieurs districts urbains (市辖区, shìxiáqū), caractérisés par une faible superficie et une population urbaine dense. Les zones périurbaines peuvent toujours être administrées par des districts (le cas pour les grandes villes) ou par des xians (县, xiàn), correspondant alors à des zones surtout rurales. Une traduction équivalente en français serait comté (county en anglais). L'urbanisation et l'agrandissement des agglomérations ont permis à des xians d'évoluer et d'être requalifiés en districts urbains.
Des zones urbaines loin du centre historique, formant elles-mêmes une attractivité locale (comme des villes satellites ou nouvelles), sont en général administrées sous la forme de villes-districts (县级市, xiànjí shì), possédant une plus grande autonomie par rapport aux xians mais ne formant pas encore une partie urbaine comme les districts.

## Niveau cantonal et communal
Le type des niveaux cantonal et communal va dépendre respectivement du niveau qui lui est supérieur, suivant s'il s'agit d'une zone urbaine ou rurale. 

### Niveau cantonal
En zone urbaine, le niveau cantonal le plus fréquent est le sous-district (街道, jiēdào), pouvant être considéré en réalité comme un quartier (de taille analogue à un arrondissement français), géré par un bureau de sous-district. Le centre des villes-districts correspond en général aux bourgs (镇 zhèn).
En zone rurale ou en périphérie, on retrouve en général des cantons (乡, xiāng) ou cantons ethniques (民族乡, mínzú xiāng)

### Niveau communal
Le niveau communal ne constitue pas officiellement un niveau de l'administration territoriale, il correspond aux organisations locales, géré par les habitants locaux de manière autonome.
En zone urbaine, on retrouve des communautés (社区, shèqū), correspondant à des résidences ou des quartiers de résidence, gérées par des comités de résidents communautaires (社区居民委员会, shèqū jūmín wěiyuánhùi) 
En zone rurale, les villages administratifs (行政村, xíngzhèng cūn), correspondant à des villages ou regroupements de villages, sont gérés par des comités de villageois (村民委员会, cūnmín wěiyuánhùi).